# Appelpuree
Appelpuree is een gerecht of bijgerecht op basis van zoete, meestal biologisch geteelde appels en wordt verkregen door het pureren van de appels. Het gerecht lijkt erg op appelmoes, waardoor het in de volksmond en ook bij leveranciers als begrip vaak door elkaar wordt gebruikt. Voor de bereiding zijn geen warmtebehandeling en geen toegevoegde suiker nodig.

## Grondstof
Voor appelpuree worden als grondstof appels gebruikt, die van nature veel suikers bevatten. Er wordt hierbij geen suiker toegevoegd. De biologische puree uit potjes, wordt vaak gebruikt voor babyvoeding, omdat het (vrijwel) geen resten van gewasbeschermingsmiddelen bevat, maar ook in plaats van appelmoes, dat meestal toegevoegde suiker bevat. Omdat er geen warmtebehandeling aan te pas komt, blijven voedingsstoffen, die tijdens een kookproces verloren zouden kunnen gaan, behouden.

## Bereiding
Voor het maken van de puree is een zoete en smaakvolle soort appels nodig, zoals Evelina, Golden Delicious en Royal Gala. De appels worden geschild en daarna ontdaan van het steeltje en het klokhuis. Eventueel beschadigde of aangetaste appels worden niet gebruikt. De appel wordt in stukken gesneden en dan doorgaans gepureerd met een met een pureermachine (industrieel), blender, stamper, roerzeef of staafmixer bewerkt, waardoor er een grove, egale brei ontstaat. De puree kan ook worden vermengd met puree van andere fruitsoorten, zoals met die van mango of banaan.
Door het uitpersen van de appelpuree, bijvoorbeeld in een doek, kan appelsap worden verkregen.